# Anders Magnus Hagman
Anders Magnus Hagman, född 18 november 1786 i Skänninge, död 9 augusti 1855 i Björkebergs socken, var en svensk präst.

## Biografi
Anders Magnus Hagman föddes 1786 i Skänninge. Han var son till organisten, kantorn och klockaren Arvid Hagman och Anna Maria Lundgren. Hagman studerade i Skänninge och Linköping. Han blev vårterminen 1810 student vid Uppsala universitet och prästvigdes 19 juni 1812. Hagman blev 19 april 1821 komminister i Börrums församling, tillträdde 1822 och komminister i Skänninge församling 27 augusti 1823 med tillträde 1824. Han avlade pastoralexamen 30 oktober 1830 och blev kyrkoherde i Björkebergs församling 29 oktober 1834 med tillträde 1837. Den 14 maj 1851 blev han prost. Hagman avled 1855 i Björkebergs socken.

### Familj
Hagman gift sig 10 juli 1822 med Sophia Juliana Carolina Schröder (1795–1868). Hon var dotter till kaptenen och tullförvaltaren Nils Joachim Schröder och Juliana Charlotta Sasse i Skänninge. De fick tillsammans barnen Vilhelm Herman Theodor (1823–1845), Agnes Juliana Carolina (1825–1834), Lovisa Theresia Malvina (1826–1901), Emma Maria Charlotta (1829–1841), Thecla Paulina Celanira (1830–1871), Arvid Reinhold Augustin (1832–1894), Amalia Juliana Clementina (1835–1907) och Melcher Richard Oscar (1837–1843).